# Жовтокам'янка (могила)
Жовтокам'янка — скіфський курган поблизу залізничної станції Жовтокам'янка Апостолівського району Дніпропетровської області, належить до числа найбільших за розміром насипу. Курган датується 30-ми роками IV століття до н. е. та є могилою родича скіфського царя.

## Опис кургану
Висота насипу (сучасна) - 9,2 метра, діаметр - 76 м, насип сферичний, з пласкою вершиною діаметром близько 20 метрів, посеред якої - западина, явна ознака грабіжницького розкопу. Обсяг насипу до 13000 м3. Курган був оперезаний крепідою, яку до моменту початку розкопок практично повністю розібрали місцеві селяни.
Центральна гробниця являла собою глибоку могилу катакомбного типу з вхідною шахтою, дромосом і камерою, в якій була збудована кам'яна споруда.
У прямокутній камері з трьома нішами стіни і підлога були облицьовані тесаним вапняковими плитами. Перед входом до камери після завершення похорону була складена потужна стіна. Борис Мозолевський вважав, що камера могла мати дерев'яне склепіння.

## Історія дослідження
Дослідження могили проводилося науковцями Інституту археології АН України під керівництвом Бориса Мозолевського.
Відразу після завершення розкопок Товстої Могили, у 1971 році Борис Мозолевський знайшов Жовтокам'янську Товсту Могилу (до і під час розкопок археологи поміж собою називали курган Драна Кохта, за оригінальною старою назвою села Тарасо-Григорівка, що знаходиться за 4 км схід від кургану) і захопився бажанням її розкопати. Як згадують колеги Бориса Мозолевського, в Інституті археології відбувалися жартівливі суперечки про можливі майбутні знахідки, відображені у своєрідному «документі»:
```
 «У кургані Драна Кохта буде, ой буде!!!
 1. Горит нового типу з металевою накладкою.
 2. Золота фіала.
 3. Меч із золотою ручкою. М.б. і піхви.
 4. Срібний посуд.
 5. Нові зображення скіфів (не виключено, що на гребені, пекторалі і т.ін.).
 6. Небачені [підкреслено п'ять разів. — С.П.], неперевершені, єдині в історії кінські убори.
 + 1 (одна) непограбована гробниця.
  29.02.1972 р.
 Правильно: Б.Мозолевський (підпис)
 Свідки: старшина міліції Подковирін В.Н. (підпис)
 Черненко Є.В. (підпис)
 P.S. Мозолевський припускає відсутність одного чи двох найменувань.
 Б.Мозолевський (підпис)» 
[
3
]
```

Проте надії на знахідки в цьому кургані не виправдалися через подвійне пограбування.
Курган був досліджений протягом двох сезонів 1974-1975 років. 

## Опис знахідок
Серед знахідок: залишки людських скелетів (в тому числі дітей та підлітків), каблучка зі щитком, скляне намисто, уламки бронзових прикрас, велика кількість уламків амфор та іншого посуду, кістки тварин, велика кількість залізних предметів (муфт, дротиків, скоб, кілець, ножів з кістяними руків'ями, бойова сокира). На двох ручках амфор чітко простежується клеймо.
Крім того, знайдені фрагменти чорнолакової миски, підвіска-амулет з фаланги великого хижака, срібні намистини і спарені срібні кільця, залізні бляхи, обкладені сріблом, з кінської вузди, срібні окуття сідла.
Обкладена золотом залізна намистина, золоті намиста, золотий перстень, пронизки і нашивні бляшки зі щирого металу. Більшість коштовностей знайдено на початку первинного грабіжницького ходу.

## Цікавини
- Існують дані, що при розкопках кургану Жовтокам'янка серед іншого знайдено поховання скіфа з кістками, роз'їденими сифілісом. Старий сифілітик лежав посеред чотирикутної ями, а в кожному кутку було по дванадцятирічній наложниці. [5]
- Жовтокам'янка та Огуз є поодинокими курганами в Україні, на яких після дослідження був реставрований насип. У 2019 р. після додаткових обстежень був відновлений насип кургану Лита Могила на Кіровоградщині, розкопаний ще у 1763 р.

## Плутанина з іменами
Аж до 1980-х років на великомасштабних мапах курган іменувався Товстою Могилою. Серед археологів під час розкопок побутувала назва кургану Драна Кохта (за колишньою назвою села Тарасо-Григорівка). Практично одразу після дослідження за ним закріпилася назва - Жовтокам'янка, яка увійшла до наукового звіту та публікації.